# جودي كيني
جودي كيني (بالإنجليزية: Jodie Kenny) هي لاعب هوكي الحقل أسترالية، ولدت في 18 أغسطس 1987 في Wamuran, Queensland ‏ في أستراليا.

## روابط خارجية
- جودي كيني على موقع الاتحاد الدولي للهوكي (الإنجليزية)
- جودي كيني على موقع اللجنة الأولمبية الدولية (الإنجليزية)
- جودي كيني على موقع أوليمبيديا (الإنجليزية)
- جودي كيني على موقع اللجنة الأولمبية الأسترالية (الإنجليزية)
- جودي كيني على موقع اتحاد ألعاب الكومنولث (مؤرشف) (الإنجليزية)